# Epiphile bandusia
Epiphile bandusia är en fjärilsart som beskrevs av Hans Fruhstorfer 1912. Epiphile bandusia ingår i släktet Epiphile och familjen praktfjärilar. Inga underarter finns listade i Catalogue of Life.